# Jean-Baptiste Tiercelin
Jean-Baptiste Tiercelin est un prélat français, évêque de Luçon.

## Biographie
Jean-Baptiste Tiercelin, second fils de Charles Tiercelin, seigneur de La Roche-au-Maine (Prinçay, Vienne), maréchal des camps et armées du Roi François 1er, et d'Anne Turpin de Crissé fut abbé des Chastillers en Poitou (ancienne abbaye cistercienne et royale des Chastelliers sur les communes de Fomperron et Chantecorps, Deux-Sèvres). Il devint évêque de Luçon de 1563 à 1573 et membre de l'Assemblée du clergé.
Cette abbaye des Chastelliers avait reçu le titre honorifique mais prestigieux d'abbaye royale à la suite de l'inhumation de la reine Marie d'Anjou. Cette dernière, veuve de Charles VII, y mourut le 29 novembre 1463, de retour d'un pèlerinage à Saint-Jacques-de-Compostelle. Son corps fut inhumé en la nécropole royale de Saint-Denis, et les Châtelliers reçurent ce titre.

## Annexe